# Gladiolus murielae
Gladiolus murielae là một loài thực vật có hoa trong họ Diên vĩ. Loài này được Kelway miêu tả khoa học đầu tiên năm 1932.